# Kōkō Tennō
Kōkō Tennō (光孝天皇?) ((830 – 887)) fue el 58.º emperador de Japón, según el orden tradicional de sucesión. Reinó entre 884 y 887. Antes de ser ascendido al Trono de Crisantemo, su nombre personal (imina) era Príncipe Imperial Tokiyasu (Tokiyasu-shinnō).

## Genealogía
Fue el tercer hijo de Ninmyō Tennō. Su madre fue Fujiwara no Sawako.
Tuvo cuatro Consortes Imperiales y 41 hijos.

## Biografía
El Príncipe Imperial Tokiyatsu asumió el trono a la edad de 54 años, tras la deposición del Emperador Yōzei en 884. El kanpaku Fujiwara no Mototsune influyó decisivamente sobre el príncipe, ya que en el momento de la deposición, él era gobernador de la provincia de Hitachi y era Ministro Jefe de Ceremonias (治部 Jibu-kyō?). Según el Jinnō Shōtōki, Mototsune resolvió el problema de la sucesión del trono con sólo visitar al Príncipe Imperial Tokiyatsu, donde delegó las funciones del príncipe como soberano y le había entregado los Tesoros Sagrados. El príncipe había aceptado el compromiso y asume al trono como el Emperador Kōkō. Decidió regresar a la residencia imperial en el palanquín imperial; pero curiosamente, acudió vestido como príncipe cuando ya nominalmente era emperador.
Durante su reinado revivió diversas ceremonias y rituales ancestrales de la Corte Imperial, entre estos la excursión imperial de caza con halcones en Serikawa, que había sido iniciado por el Emperador Kanmu en 796, pero que fue reiniciado por el Emperador Kōkō tras 50 años de inactividad.
Kōkō Tennō fue conocido como “el Emperador de Komatsu” o Emperador Komatsu. Desarrolló algunos poemas waka y fue incluido en la lista antológica Ogura Hyakunin Isshu.
En 887, fallece en el trono a la edad de 57 años y fue sucedido por su hijo, el Emperador Uda.

## Kugyō
Kugyō (公卿) es el término colectivo para los personajes más poderosos y directamente ligados al servicio del emperador del Japón anterior a la restauración Meiji. Eran cortesanos hereditarios cuya experiencia y prestigio les había llevado a lo más alto del escalafón cortesano.
- Kanpaku: Fujiwara no Mototsune (836 – 891)[9]
- Daijō Daijin: Fujiwara no Mototsune[9]
- Sadaijin: Minamoto no Tooru
- Udaijin: Minamoto no Masaru
- Nadaijin:
- Dainagon: Fujiwara no Yoshiyo
- Dainagon: Fujiwara no Fuyuo

## Eras
- Gangyō (877 – 885)
- Ninna (885 – 889)